# یواس‌سی‌جی‌سی مسکویت (دبلیوال‌بی-۳۰۵)
یواس‌سی‌جی‌سی مسکویت (دبلیوال‌بی-۳۰۵) (به انگلیسی: USCGC Mesquite (WLB-305)) یک کشتی است که طول آن ۱۸۰ فوت (۵۵ متر) می‌باشد. این کشتی در سال ۱۹۴۲ ساخته شد.